# 唐津市立湊中学校
唐津市立湊中学校（からつしりつ みなとちゅうがっこう）は佐賀県唐津市湊町にある公立の中学校。

## 概要
歴史
1947年（昭和22年）の学制改革により新制中学校として創立。現校名になったのは湊村が唐津市に編入された1954年（昭和29年）。2022年（令和4年）に創立75周年を迎えた。
校訓
「み」- 自ら学び
「な」- 仲間を愛し
「と」- 共に高め合う
校章
中央に「中」の文字を置いている。

通学区域
住所表記で唐津市の後に「湊町、相賀、屋形石、横野、中里、神集島」が続く地域。
小学校区は唐津市立湊小学校。

## 沿革
- 1947年（昭和22年）4月1日 - 学制改革（六・三制の実施）が行われる。
  - 湊国民学校初等科は新制小学校「湊村立湊小学校」に改編・改称。
  - 湊国民学校高等科は青年学校普通科とともに、新制中学校「湊村立湊中学校」に改編され、小学校に併設される。
- 1954年（昭和29年）11月1日 - 湊村が唐津市に編入されたことにより、「唐津市立湊小学校」（現校名）に改称。
- 1960年（昭和57年） - 新校舎が完成。
- 2004年（平成16年）4月1日 - 唐津市立神集島中学校[2]を統合。神集島地区の生徒は定期船を利用して通学することとなる。

## アクセス
最寄りのバス停留所
- 昭和自動車 「湊公民館前前」停留所

最寄りの幹線道路
- 国道204号
- 国道382号

## 周辺
- 唐津市立湊小学校
- 湊郵便局

## 参考資料
- 「唐津市史」（1962年（昭和37年）8月, 唐津市史編纂員会）p. 1188

## 関連事項
- 佐賀県中学校一覧